# Maurice Ateo
Maurice Ateo est un chasseur sous-marin de Polynésie française.

## Palmarès
- Champion d'Océanie (Jeux du Pacifique) individuel en 1971 (à Tahiti, Polynésie française/France);
- Champion d'Océanie (Jeux du Pacifique) par équipes en 1971 (à Tahiti) et 1975 (à Guam);
- Champion de France individuel en  1973 (à Macigiano);
- Vice-champion d'Océanie (Jeux du Pacifique) individuel en 1975 (à Guam);
- 3e du championnat d'Europe individuel en 1974;
- 3e du championnat du monde par équipes en 1973 (à Cadaqués) (4e en individuel);
- Vice-champion de France individuel en 1975;
- Vice-champion de France par équipes en 1972 (les places en équipe de France s'obtenant uniquement en métropole);
- Vainqueur lors de la Rencontre omnisports internationale en 1973 (organisée au Chili);
- Vainqueur lors du Critérium des associations sportives en 1973 (organisé à Marseille).